# The Vamps
«The Vamps» — британская инди-поп-группа, в состав которой входят Брэд Симпсон (лид-вокал, гитара), Джеймс МакВей (лид-гитара, вокал), Коннор Болл (бас-гитара, вокал) и Тристан Эванс (ударные, вокал). Известность к ним пришла в конце 2012 года, когда они стали выкладывать свои каверы на YouTube, что привело к сравнению с One Direction и получению клейма бой-бэнда. В ноябре 2012 подписали контракт с Mercury Records. В начале 2013 года выступали на разогреве у McFly в их туре «Memory Lane Tour», а также выступали на различных британских фестивалях на разогреве у The Wanted, JLS, Little Mix и Lawson.
29 сентября 2013 «The Vamps» выпустили свой дебютный сингл «Can We Dance», который дебютировал под номером два в чарте синглов Великобритании. Их второй сингл «Wild Heart» был выпущен 18 января 2014. Он расположился на 3 месте в чарте. Третий сингл «Last Night» был презентован на британском радио 24 февраля 2014, а купить сингл можно было с 6 апреля 2014. Их дебютный альбом «Meet the Vamps» вышел 14 апреля 2014. В феврале 2014 «Wild Heart» был выпущен в США и Канаде в качестве дебютного сингла.
«The Vamps» создали свой собственный лейбл, но не придумали ему название. Также они решили работать в партнёрстве с Virgin EMI Records/Universal Music. Первыми, кто подписал контракт с их лейблом, стала группа «The Tide».
Свой второй студийный альбом «Wake Up» группа выпустила 27 ноября 2015. Лид-сингл с одноимённым названием был выпущен 2 октября 2015.

## История

### 2011—12: Формирование
Джеймс МакВей ещё до создания группы находился под управлением менеджеров Ричарда Рашмена и Джо О’Нила из «Prestige Management». Решив, что он хочет создать группу, МакВей впоследствии нашёл Брэдли Симпсона через YouTube в 2011 году. Вместе они писали песни, а позже Симпсон стал солистом. В 2012 году через Facebook они нашли Тристана Эванса. Затем через общих друзей они познакомились с Коннором Боллом. Уже в середине 2012 группа начала выкладывать свои каверы на YouTube. К октябрю того же года они уже прослыли как новый бой-бэнд. Сильная поддержка фанатов помогла увеличить популярность группы.

### 2013—14: Прорыв иMeet the Vamps
22 июля 2013 группа представила на YouTube свою первую оригинальную песню «Wildheart» (позже была переименована в «Wild Heart»). Видео с песней набрало 46 000 просмотров за два дня. 6 августа 2013 они выпустили видеоклип на дебютный сингл «Can We Dance», который набрал 1 миллион просмотров за две недели. «Can We Dance» был выпущен 29 сентября 2013, сингл занял второе место в чарте синглов Великобритании. 19 ноября 2013 группа сообщила, что выпустит свой дебютный альбом после Пасхи. 22 ноября 2013 «The Vamps» анонсировали, что их следующим синглом станет «Wild Heart». Радиоротация песни началась спустя три дня. Доступной для цифровой загрузки песня стала 19 января 2014, заняв третье место в чарте неделю спустя.
13 марта 2014 было сообщено, что дебютный альбом группы выйдет 14 апреля 2014. 22 марта было анонсировано, что альбом называется «Meet the Vamps». 6 апреля 2014 «Last Night» была выпущена в качестве третьего сингла, дебютировавшего со второго места в британском чарте. 17 апреля «Meet the Vamps» занял второе место в ирландском альбомном чарте и первое место в британском альбомном чарте.

### 2015—настоящее время:Wake Up
«The Vamps» выпустили свой второй студийный альбом «Wake Up» 27 ноября 2015. Лид-сингл с одноимённым названием был выпущен 2 октября 2015. В видеоклипе на сингл снялся Бруклин Бекхэм.

## Стиль
Группу сравнивают с One Direction и называют бой-бэндом ещё с 2012 года, и этот ярлык закреплён за ними по сей день. Но группа не согласна с таким мнением, указывая на то, что они создали группу без посторонней помощи и не только поют, но и играют на инструментах.

## Участники
- Брэдли Уилл (Брэд) Симпсон (род. 28 июля 1995, Саттон-Колфилд, Западный Мидленд, Англия)[19] — лид-вокалист и гитарист группы. Познакомился с МакВеем через YouTube в 2012 году (хотя профиль МакВея указывает на 2011 год) и начал с ним работу над дебютным альбомом.[20]
- Джеймс Дэниел МакВей (род. 30 апреля 1994, Борнмут, Дорсет, Англия)[19] — лид-гитарист и бэк-вокалист. Познакомился с Симпсоном через YouTube в 2011 (хотя профиль Симпсона указывает на 2012 год) и начал работать с ним над альбомом.[20]
- Коннор Сэмюэль Джон Болл (род. 15 марта 1996, Абердин, Шотландия)[19] — бас-гитарист и бэк-вокалист. Последним присоединился к составу группы.[1]
- Тристан Оливер Ванс Эванс (род. 15 августа 1994, Эксетер, Девон, Англия)[19] — барабанщик и бэк-вокалист. Также Эванс выступает в роли продюсера группы, в частности, в исполнении каверов.[1]

## Дискография
| Название  | Год  | Роль  |
| --------- | ---- | ----- |
| Холлиокас | 2014 | камео |

| Название                                                                      | Дата выпуска     |
| ----------------------------------------------------------------------------- | ---------------- |
| Can We Dance                                                                  | 6 августа 2013   |
| Wild Heart                                                                    | 3 декабря 2013   |
| Last Night                                                                    | 26 февраля 2014  |
| Somebody To You (Feat. Demi Lovato)                                           | 9 июня 2014      |
| Oh Cecilia (Breaking My Heart) (Feat. Shawn Mendes)                           | 8 сентября 2014  |
| Hurricane (Из «Александр и ужасный, кошмарный, нехороший, очень плохой день») | 13 сентября 2014 |
| Wake Up                                                                       | 4 октября 2015   |
| Cheater                                                                       | 13 октября 2015  |
| Rest Your Love                                                                | 20 ноября 2015   |
| Kung Fu Fighting                                                              | 27 января 2016   |
| Married in Vegas                                                              | 31 июля 2020     |
| Better                                                                        | 2 октября 2020   |
| All Night                                                                     | 3 ноября 2016    |
| I Found A Girl (Feat.Omi)                                                     | 1 апреля 2016    |
| Middle Of The Night                                                           | 15 мая 2017      |
| Personal (Feat. Maggie Lindemann)                                             | 20 октября 2017  |
| Same To You (Acoustic)                                                        | 12 января 2018   |
| Hair Too Long                                                                 | 20 апреля 2018   |
| Just My Type                                                                  | 8 июля 2018      |
| What Your Father Says                                                         | 4 октября 2018   |
| All The Lies (Live Acoustic Version)                                          | 10 апреля 2019   |